# Барбадын, Анна Ивановна
Анна Ивановна Барбадын (1926 — ?) — украинская советская работница, доярка племенного завода опытного хозяйства «Оброшине» Пустомытовского района НИИ земледелия и животноводства западных районов УССР Львовской области. Герой Социалистического Труда (22.03.1966). Депутат Львовского областного совета народных депутатов 11-го созыва (в 1967—1969 годах).

## Биография
Родилась в крестьянской семье. Окончила пять классов сельской школы. Работала в сельском хозяйстве.
С 1951 года — доярка научно-исследовательской станции полеводства в селе Пикуловичи Львовской области.
С 1961 года — доярка племенного завода опытного хозяйства «Оброшине» села Ставчаны Пустомытовского района научно-исследовательского института (НИИ) земледелия и животноводства западных районов УССР Львовской области.
22 марта 1966 получила звание Героя Социалистического Труда с вручением ордена Ленина и золотой медали «Серп и молот» за высокие надои молока. Надаивала на каждую корову по 4.727 килограммов молока.
Делегат XXIII съезда КПСС.
Потом — на пенсии.

## Награды
- Герой Социалистического Труда (22.03.1966)
- орден Ленина (22.03.1966)
- орден Октябрьской Революции (.09.1973)
- медали